# Svärdsmedaljen
Svärdsmedaljen är en svensk medalj tillhörande Svärdsorden, instiftad den 26 juni 1850.

## Bakgrund
Den instiftades av kung Oscar I den 26 juni 1850, tillsammans med Svärdstecknet, att tilldelas manskap inom krigsmakten efter minst 16 års oförvitlig tjänst och Såsom uppmuntran för manskapet vid Dess Armée och Flotta för ådagalagda förtjänster.  Åren 1972–1974 tilldelades den även plutonsbefäl. Åtsidan bär inskriptionen "Konung och Fädernesland" och frånsidan "För Krigsmanna Förtjenster". Medaljen är av silver och bärs på bröstet i Svärdsordens gula band med blå kanter. De 550 till utnämningsdatum äldsta medaljörerna erhöll en årlig pension om 15 kronor från den så kallade invalidhusfonden. Svärdsmedaljen i guld har endast delats ut en gång. Oscar II delade ut en unik svärdsmedalj präglad i guld till kejsare Vilhelm vid ett statsbesök 1875.
Svärdsmedaljen upphörde att utdelas efter ordensreformen 1975, men efter Belöningsreformens införande 2023 fastställdes Svärdsordens nya statuter, där Svärdsmedaljen nu åter kan utdelas.